# Simon de Vos
Simon de Vos, né le 20 octobre 1603 et mort le 15 octobre 1676  à Anvers, est un peintre, dessinateur et collectionneur d'art flamand. Il commence sa carrière en réalisant des scènes de genre, en particulier de joyeuses compagnies caravagesques. Plus tard, il se tourne vers la peinture d'histoire, travaillant sur de plus grands formats dans un style baroque flamand qui est influencé par Rubens et van Dyck.

## Biographie
Simon de Vos est né à Anvers, fils du fabricant de dés Herman de Vos et d'Elisabeth van Oppen.

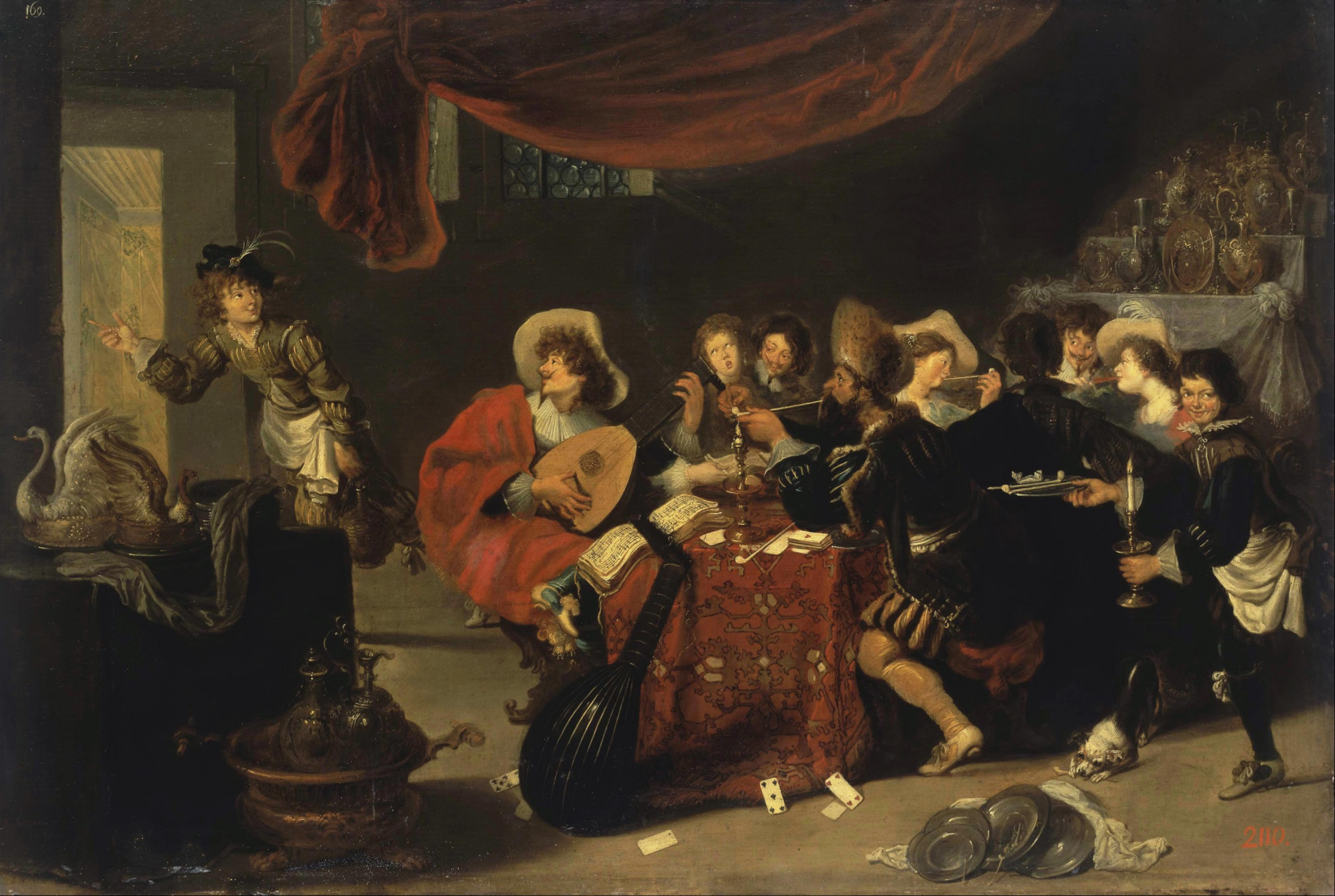
Joyeuse compagnie.

De 1615 à 1620, Simon de Vos étudie avec Cornelis de Vos, avec lequel il n'a pas de lien de parenté. En 1620, il est admis à la guilde de Saint-Luc d'Anvers, puis fait probablement un séjour à Rome. Un séjour à Rome est suggéré par ses premières œuvres, qui présentent une similitude avec les peintures dans le style des Bamboccianti, c'est-à-dire les peintres hollandais et flamands actifs à Rome qui dans leurs tableaux représentent crûment la vie quotidienne des gens les plus modestes. Une influence du peintre allemand Johann Liss actif à Rome dans les années 1620 est aussi visible dans les peintures de de Vos et peut également s'expliquer par une résidence à Rome. En outre, sur la base de l'attribution à Simon de Vos d'une composition de 1626 intitulée Réunion de fumeurs et de buveurs (Musée du Louvre, Paris), on pense que de Vos a résidé à Aix-en-Provence en France au milieu des années 1620.

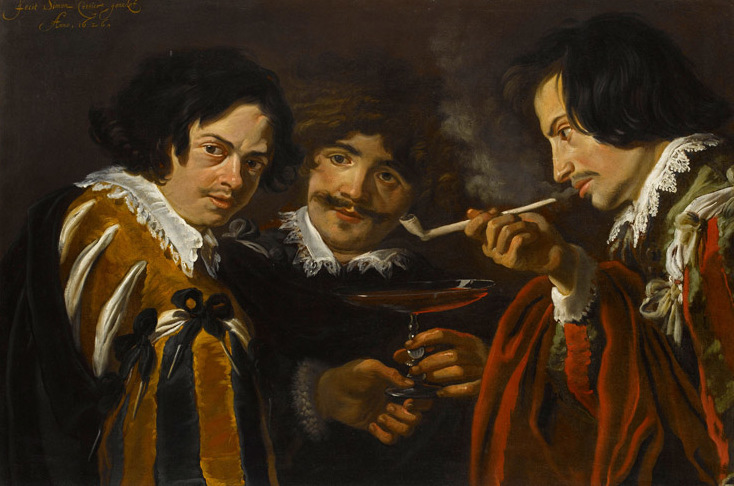
Réunion de fumeurs et de buveurs.

Il est de retour à Anvers vers la fin des années 1620 et épouse Catharina van Utrecht, la sœur d'Adriaen van Utrecht, en 1628.  Le couple reste sans enfants. Il travaille à Anvers pendant la plus grande partie de sa vie. Il est connu pour avoir fourni des œuvres d'art aux marchands d'art anversois Forchondt et Chrysostoom van Immerseel. Il jouit du respect de ses pairs, comme en témoigne le fait qu'à la mort de Rubens, l'inventaire de ses biens inclut un tableau de de Vos. De Vos connaît un succès commercial. À la mort de sa femme en 1670, il possède quatre propriétés à Anvers et une collection de 290 tableaux.
Entre 1629 et 1649, il reçoit 6 élèves, dont Gregori de Greeff, l'autre Jan van Kessel, Jan van Kessel l'Ancien et Caspar van Opstal.

## Œuvre
Les premières œuvres de se Vos sont des tableaux de scènes de genre de petite taille. Il peint diverses compagnies joyeuses et des portraits de groupe. Leur style et maniériste, utilisant une composition pyramidale. Les décors sont dessinés librement et les couleurs sont riches et souvent criardes. Son style est proche de celui du peintre allemand Johann Liss, notamment dans le traitement caravagesque les joyeuses compagnies et de Frans Francken le Jeune. L'influence des caravagistes d'Utrecht est aussi visible. 

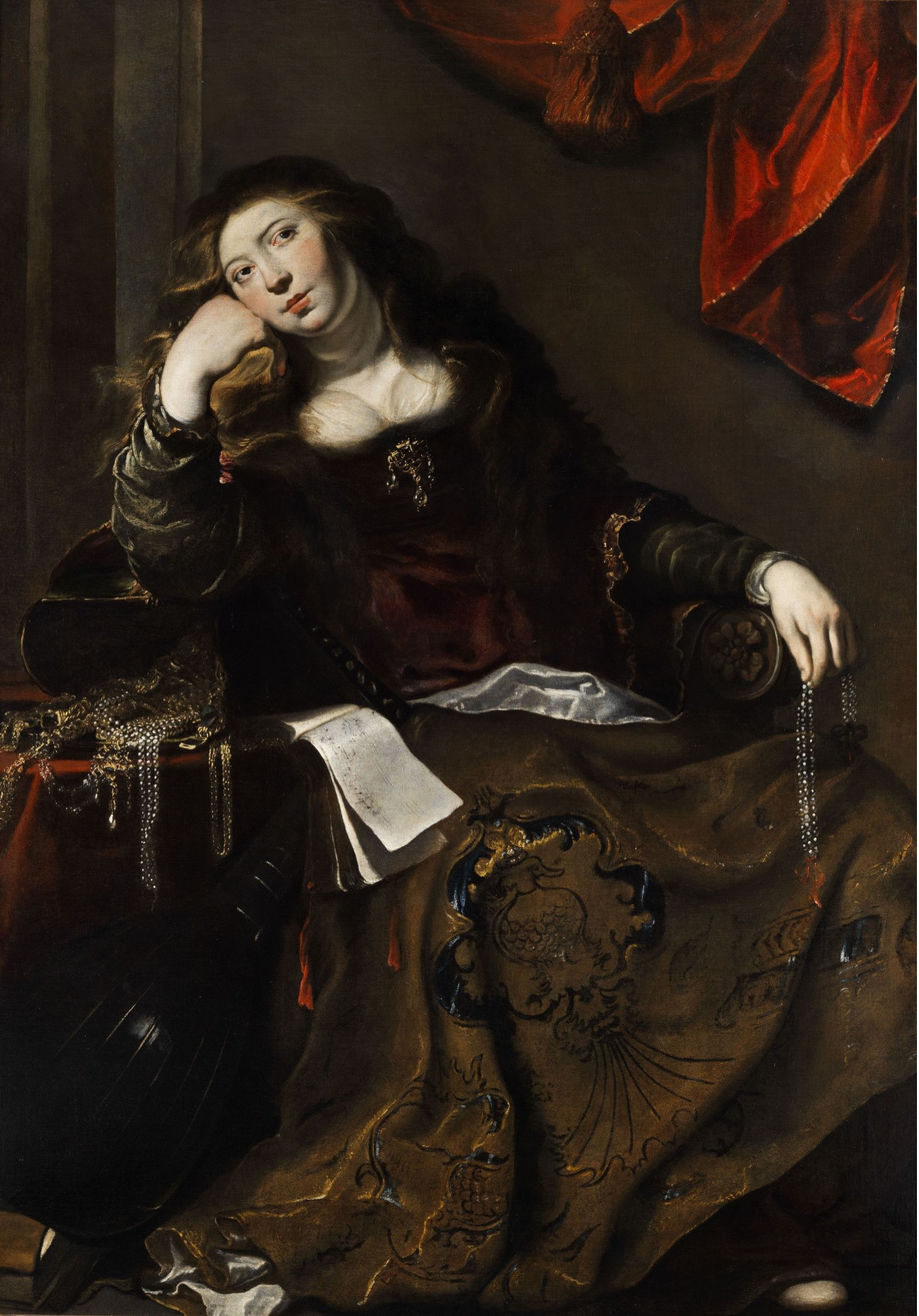
Allégorie de la vanité.

Après 1640, il abandonne les scènes de genre se consacrant davantage aux œuvres historiques et religieuses de plus grand format. Son style évolue d'abord sous l'influence de Pierre Paul Rubens puis, de plus en plus, d'Antoine van Dyck ainsi que de Claude Vignon. La série de douze tableaux consacrés à La Création selon la Genèse (1635-1644), conservés en partie dans la cathédrale de Séville , l'Adoration des mages (1643) et Le martyre de Saint Pierre (1648) date de cette période.  
Comme c'est la pratique courante à Anvers au XVIIe siècle, de Vos collabore souvent avec d'autres artistes spécialistes dans leur domaine comme par exemple Daniel Seghers et Alexander Adriaenssen.  

## Œuvres
- Une Farandole villageoise, Musée national de Wrocław
- Hommage à Vénus, musée Jeanne d'Aboville de La Fère
- Le Martyre de saint Philippe (1645-48), huile sur bois, 70 × 87 cm, Palais des Beaux-Arts de Lille[7]